# Чврсница
Чврсница је планина у северозападној Херцеговини. 
На истоку граничи долином реке Неретве, са северозапада Дугим пољем на којем је Блидиње језеро, са севера долином реке Дољанке, а са југа долином реке Дрежанке. Припада Динарском планинском систему. Највиши врх Чврснице је Плочно 2228 m. Морфолошки Чврсница је крашка висораван у висини од 1800 до 2100 m, са које се дижу гребени. Долина Диве Грабовице и удолина која ту реку спаја са Дугим пољем дели планину на два дела: Мухарица на североистоку, са врховима Велики Вилинац 2116 m и Мали Вилинац 1988 m, те Чврснице у ужем смислу, на југозападу.
Чврсница је грађена од мезозојских кречњачких и доломитских стена, са јако израженим површинским и подземним крашким облицима врло сиромашним водом. Токови југоисточног подножја настају од извора који избијају на местима контакта кречњака и шкриљаца. У дилувију на Чврсници су били развијени ледници који су створили циркове око врхова и наталожили морене у завали Дугог поља. Чврсница обилује пашњацима, што даје могућност за развој сточарства.